# Trofeo Matteotti 1947
Il Trofeo Matteotti 1947, terza edizione della corsa, si svolse il 2 maggio 1947 su un percorso di 173 km con partenza e arrivo a Pescara. Riservato a ciclisti della categoria dilettanti, fu vinto dall'italiano Virginio Salimbeni, che completò la prova in 5h00'20" precedendo i connazionali Angelo Fumagalli e Augusto Bontempi. Conclusero la prova 35 dei 70 ciclisti al via.

## Ordine d'arrivo (Top 10)
| Pos. | Corridore           | Squadra          | Tempo    |
| ---- | ------------------- | ---------------- | -------- |
| 1    | Virginio Salimbeni  | G.S. Spallanzani | 5h00'20" |
| 2    | Angelo Fumagalli    | ENAL Vismara     | s.t.     |
| 3    | Augusto Bontempi    | SEF Stamura      | a 3'55"  |
| 4    | Fiorenzo Crippa     | Pedale Monzese   | s.t.     |
| 5    | Bruno Fossa         | A.S. Roma        | s.t.     |
| 6    | Augusto Gregori     | S.S. Lazio       | s.t.     |
| 7    | Spartaco Rosati     | A.S. Roma        | s.t.     |
| 8    | Elio Zanotti        | U.C. Ferrarese   | a 4'00"  |
| 9    | Ernesto Marchesotti | G.S. Spallanzani | s.t.     |
| 10   | Livio Isotti        | S.S. Vilco       | a 4'38"  |